# Поповићи (Бенковац)
Поповићи су насељено мјесто у Буковици, у сјеверној Далмацији. Припадају граду Бенковцу у Задарској жупанији, Република Хрватска.

## Географија
Налазе се око 10 км сјевероисточно од Бенковца.

## Историја
Поповићи су се од распада Југославије до августа 1995. године налазили у Републици Српској Крајини.

## Култура
У Поповићима се налази римокатоличка црква Св. Анте. Друга римокатоличка црква, Св. Миховил из Средњег вијека, која се налазила на гробљу, срушена је у последњем рату.

## Становништво
Срби живе у засеоку Јокићи, најближем Доњем Карину. Према попису становништва из 2001. године, Поповићи су имали 209 становника. Поповићи су према попису становништва из 2011. године имали 210 становника.
| Демографија | Демографија | Демографија |
| Година      | Становника  | Становника  |
| ----------- | ----------- | ----------- |
| 1961.       | 692         |             |
| 1971.       | 699         |             |
| 1981.       | 565         |             |
| 1991.       | 543         |             |
| 2001.       | 209         |             |
| 2011.       |             | 210         |

## Попис 1991.
На попису становништва 1991. године, насељено место Поповићи је имало 543 становника, следећег националног састава:
| Попис 1991.‍  | Попис 1991.‍  | Попис 1991.‍ | Попис 1991.‍ | Попис 1991.‍ |
| ------------ | ------------ | ----------- | ----------- | ----------- |
|              |              |             |             |             |
| Хрвати       | Хрвати       |             | 430         | 79,18%      |
| Срби         | Срби         |             | 108         | 19,88%      |
| неопредељени | неопредељени |             | 1           | 0,18%       |
| непознато    | непознато    |             | 4           | 0,73%       |
| укупно: 543  |              |             |             |             |

## Презимена
- Јокић — Православци, славе Ђурђевдан
- Зелић — Римокатолици
- Зрилић — Римокатолици
- Рогић — Римокатолици
- Токић — Римокатолици
- Томичић — Римокатолици
- Чирјак — Римокатолици[4]